# Блейк, Аша
А́ша Блейк (англ. Asha Blake; 20 августа 1961, Гайана, Южная Америка) — американская журналистка и телеведущая, пятикратная лауреатка телевизионной премии «Эмми»

## Биография
Родилась в Гайане, Южная Америка. Блейк росла в Торонто и в штате Миннесота. Она получила степень бакалавра журналистики в школе журналистики Университета Миннесоты.
За свою карьеру вела информационные выпуски на ABC и NBC, дневные и развлекательные ток-шоу и новостей на ведущих новости на станциях KNBC и KTLA. Блейк начала свою карьеру в KJCT-TV в Гранд-Джанкшен, штат Колорадо. После выхода «Сегодня вечером» в эфир в 2000 году, Блейк вела программы «Умное садоводство» на PBS и «Моменты жизни». В 2005 году Блейк присоединилась к KWGN-TV.
С 1994 года Аша замужем за Марком Дасбабеком. У супругов есть дочь — Саша Роуз Дасбабек.